# Gyanafalvai összecsapás

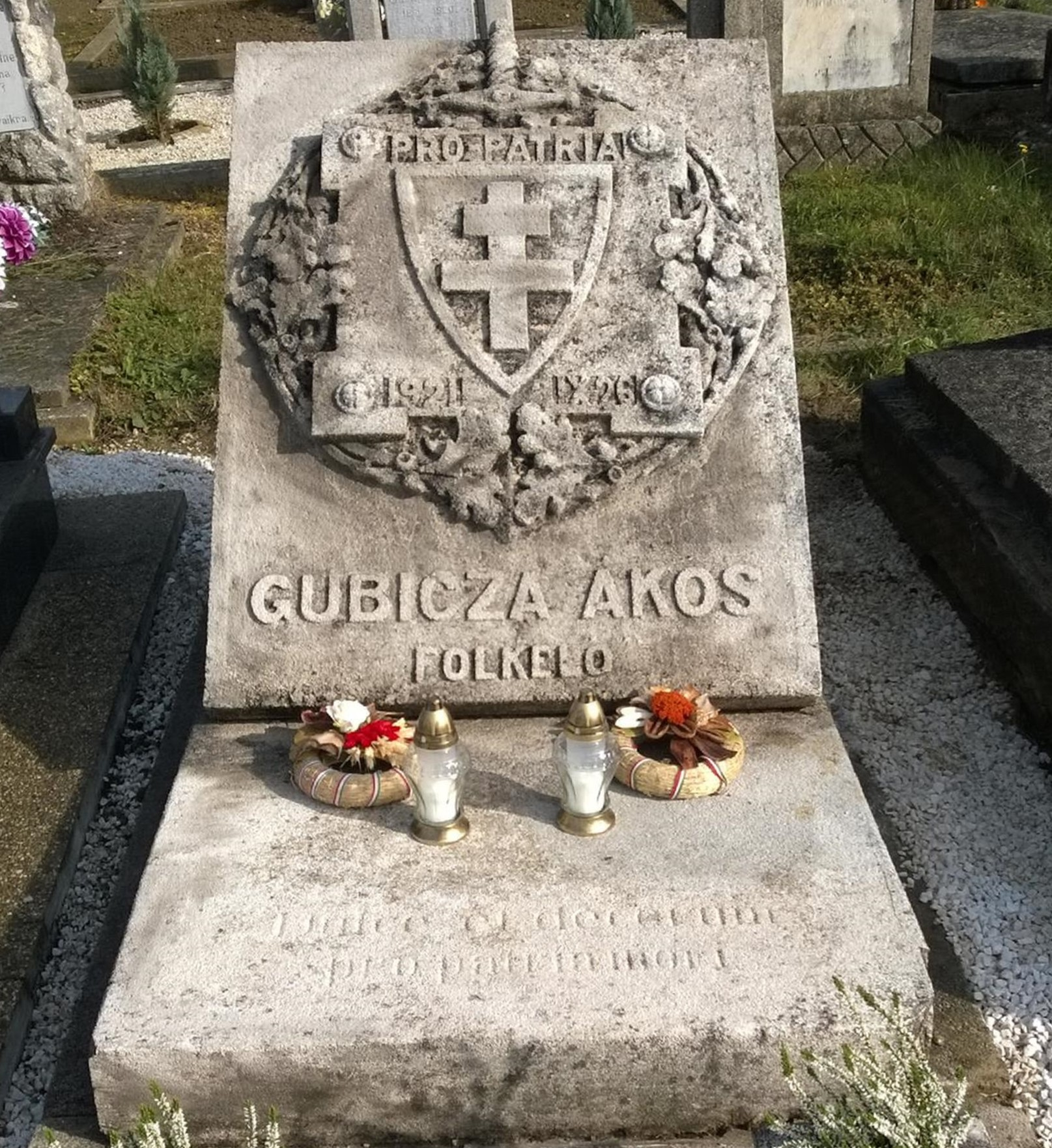
A Hohenbruggnál 1921. augusztus 29-én elesett Gubicza Ákos főiskolai hallgató és felkelő sírja a szentgotthárdi régi temetőben

A gyanafalvai összecsapást a Rongyos Gárda tagjai vívták a korábban Vas vármegye részét képező Gyanafalva (ma Jennersdorf, Ausztria) mezővárosa mellett, Szentgotthárdtól nyugatra 1921. szeptember 5-én, amely egy stratégiai fontosságú vasúti vonal mentén feküdt. A harcban ezúttal is a rongyosok kerekedtek felül az osztrák csendőrségen, ezzel biztosították annak a területnek a déli részét, amit az antant Ausztriának ítélt meg. A siker folytán Gyanafalva is része lett a nemsokára kialakuló, ám rövid ideig fennálló Lajtabánság elnevezésű el nem ismert államnak.

## Előzmények
Egy nappal az első ágfalvi összecsapás után indult a Gárda egyik osztaga Förster Lajos kunszentmiklósi főszolgabíró vezetésével Szentgotthárd irányába azzal a szándékkal, hogy Gyanafalvát tisztítja meg az osztrák csendőrségtől. Az út során átlépve az ezeréves határt áttévedtek a stájerországi oldalra és a hohenbruggi vasúti őrháznál csendőrökbe botlottak. A velük kialakult tűzpárbajban elesett egy Gubicza Ákos nevű fővárosi főiskolás.

## Az összecsapás kezdete
A felkelők megszállták Gyanafalvát, majd augusztus 30-án egyesítették erőiket a közben megérkező Molnár Endre százados alakulatával. A két csapat együtt szállta meg Velike és Mészvölgy községeket.
A csendőralakulatok nem sokat tudtak tenni a felkelők ellen, akik, miután szeptember 5-i győzelmükkel biztosították a mezővárost, sőt Malomgödör községét is elfoglalták. A helyi lakosság, bár német nemzetiségű volt, nem rokonszenvezett velük, többen a felkelőkkel szimpatizáltak és iránymutatást adtak nekik.

## Utóhadműveletek
Ausztria felől ellenséges tevékenység ennek ellenére az összecsapás után is több ízben mutatkozott, így Gyanafalva térségét a Rongyos Gárda ténylegesen csak november 29-én pacifikálhatta, miután egy újabb osztrák támadási kísérletet hárítottak el, amely négy nappal korábban indult.
A Gyanafalvánál vívott harcban a felkelők közül egy ember, név szerint Párvy Kornél László esett el, aki korábban Komárom vármegye főszolgabírája volt. Őt Szombathelyen helyezték örök nyugalomra.
A rongyosok szigorú ellenőrzést foganatosítottak az általuk irányított területen és vadásztak is esetleges osztrák-szimpatizánsokra. A felkelőknek nehéz dolguk volt létszámbeli hátrányuknál és a terület földrajzi tagoltságánál fogva. A közeli Ercsenye települést alig 2-3 ember ellenőrizte, akiknek gyakran kellett változtatni a pozíciójukat, mert a település házai szórványosan helyezkedtek el, így több ponton lett volna lehetősége az osztrákoknak betörni. Gyanafalva birtoklása szempontjából létfontosságú volt a közeli Királyfalva megtartása, ezt szolgálták az Ercsenye mellett kialakított védelmi pozíciók.
Pletszkáts Ferenc hadnagy az ellenség megtévesztése céljából október 9-én az éj leple alatt többszöri gyors járőrözésre adott parancsot embereinek, amit 10-10 fős csoportokban hajtottak végre. Pletszkáts azt a látszatott akarta kelteni, hogy erősítéseket kaptak és számuk már eléri az 500 főt. Besúgóik révén az osztrákok is értesültek a gyors csapatmozgásokról és bedőltek a megtévesztő manővernek. A rongyosok még fel is bukkantak a Királyfalvával szomszédos Gillersdorf stájer településen is, ahol kézigránátos támadással, géppuskatűzzel és hangos német nyelvű félrevezető ordítozással okoztak zavart a csendőrök között.

## Külső hivatkozás
- Rongyosok szoba (sopron.hu)